# Rayden (rappeur espagnol)
Pour l’article homonyme, voir Rayden.
Rayden, de son vrai nom David Martínez Álvarez, né le 30 juillet 1985 à Alcalá de Henares, Madrid, est un rappeur et auteur espagnol, ancien membre des groupes A3Bandas et Crew Cuervos.

## Biographie
En 2001, Rayden, et ses partenaires Mesh et Lumier, forment le groupe Assamitas. Deux ans plus tard, en 2003, ils enregistrent leur première démo 2003 intitulée Técnicas de atake. Ils décident plus tard de se rebaptiser A3Bandas et de participer à un concours de démo appelé Proyecto Demo initié par le label Lebuqe. Ils gagnent le concours grâce à la deuxième chanson A capa y espada issue de leur deuxième démo, No hay símil, composée de 17 pistes. En 2007, A3Bandas signe au label Boa Music et y publie un EP intitulé El cuarto de las ratas.
Seul, Rayden devient champion international au concours de la Red Bull Batalla de los Gallos en 2006. Cette même année, il remporte la finale nationale. En 2007, il défend son titre contre Junior, un freestyler hondurien, face auquel il perd. Par la suite, il devient jury en 2008 et 2009.
En 2010, il sort son premier album studio solo intitulé Estaba escrito, qui fait participer Hermano L, Nach, MC Klopedia, Seih, Isaac de Bajo Mínimos, Ingrid, et Lumier, son partenaire de A3Bandas. L'album atteint la 66e place des classements musicaux espagnols pendant une semaine. En mi-2011, il publie un single intitulé Si vas disponible sur iTunes pour 0,99 euros. En novembre 2012 sort son deuxième album studio solo, Mosaico, qui fait participer El Artefuckto, Aniki, Zeidah, El Chojin, Res Non Verba, Sharif, Swan Fyahbwoy, Iván Asencio, et Hidra. À la fin de 2012, il annonce une tournée aux côtés du rappeur El Piezas appelée Tangram Tour 2013. Cette tournée se déroule du 1er février au 16 mai 2013, en 12 dates.
À l'automne 2014, il publie un double album intitulé En Alma y Hueso, qui fait notamment participer Bman Zerowan, Mediyama, Momo y Pseudónimo, Nach, Rozalén, Bely Basarte, Mäbu, Diego Ojeda, Marwan, Vaho et Leiva. En fin d'année, Rayden annonce Herido Diario pour 2015, un recueil de poèmes publiés par Frida Ediciones. En 2016, Rayden annonce un deuxième ouvrage intitulé TErminAMOs y otros poemas sin terminar, chez Editorial Espasa.

## Discographie

### Albums studio
- 2010 : Estaba escrito
- 2012 : Mosaico
- 2014 : En Alma y Hueso

### Albums collaboratifs
- 2003 : Técnicas de atake (maquette) (sous Asencio) (avec A3Bandas)
- 2004 : Assamitas (maquette) (avec A3Bandas)
- 2004 : No hay símil (maquette) (avec A3Bandas)
- 2006 : Zigurat (maquette) (avec A3Bandas)
- 2007 : El cuarto de las ratas (maxi) (avec A3Bandas)
- 2008 : Galería de héroes (LP) (avec A3Bandas)
- 2009 : TSCrew: Maxi (avec Crew Cuervos)
- 2010 : Carrie (LP ; avec Crew Cuervos)
- 2012 : Héroes y Villanos (avec Crew Cuervos)

### Collaborations
- 2004 : Bajo Mínimos Insectos
- 2006 : Alexo Gianella Cenizas De Alambique
- 2008 : Duo Kie
- 2008 : Ke Le Pasará Al Mundo?
- 2008 : Korazon Crudo - El Club de los hombres Invisibles
- 2010 : Res Non Verba - Cuento de Navidad (avec Cronosh)
- 2011 : Bajo Mínimos - Te estoy queriendo tanto (sur La Semilla)
- 2011 : Baghira - Caminantes (con Rayden) (sur Bloody Halloween 2)
- 2012 : Little Pepe - Producto de barrio (remix) (El Santo, Alberto Gambino et Rayden sur Del mundo hacia Málaga)
- 2013 : Yoque, Abeats & DJ Sobe - Los mercenarios (avec Legendario, Ferran MDE et Trafik sur Faltas de ortografía)
- 2013 : El Artefuckto - Todo lo contrario (avec Ferran MDE sur A nuestro ritmo)
- 2013 : Dremen - Infamia (avec Roy Mercurio sur Xtralife)
- 2013 : Xenon - La Antorcha
- 2015 : Chojin - To My Friends
- 2015 : Nach - Anticuerpos
- 2015 : Diego - ojeda cosquilleo (avec Rayden)
- 2015 : Celestina la Pegatina (feat. Rayden)
- 2015 : Bely Basarte - Vía de Escape (feat. Rayden)
- 2016 : Leiva - Finisterre (feat. Rayden)
- 2022 : Tanxugueiras - Averno (avec Rayden)

## Clips
- Sastre de Sonrisas (2010)
- Punto Medio (con McKlopedia) (2011)
- Si vas (Tributo a un poema de Pablo Neruda) (2012)
- Requiem de obertura (2013)
- Dentro de ti (2013) (avec Aniki)
- Mi primera palabra(con Sharif y Swan Fyahbwoy) (2013)
- Charlatanería (2014)
- No nacimos ayer (2014)
- Mentiras de jarabe (2014)
- Tú mismo (2015)
- Matemática de la carne (2015)
- A mi yo de ayer (2015)
- Haciendo cuentas (2015)
- Viviendo en Gerundio (2015)
- Finisterre (avec Leiva) (2016)
- Averno (avec Tanxugueiras) (2022)

## Ouvrages
- Herido Diario (2015)
- Terminamos y otros poemas sin terminar (2016)